# 中村裕 (俳優)
中村 裕（なかむら ゆたか、1935年8月13日 - 2014年1月12日）は山梨県出身の俳優。

## 略歴
- 1958年 舞台芸術学院講習科卒業
- 1958年 新舞台芸術研究所
- 1960年 劇団舞芸座
- 1964年 人形劇団やまいも・劇団風の子
- 1965年 青年劇場入団

舞台などで活躍。2002年、NHK「利家とまつ」に出演。
一般社団法人映像コンテンツ権利処理機構においては不明権利者とされている。

## 主な出演作品

### 舞台
- 善人の条件
- 安楽兵舎VSOP
- すみれさんが行く
- もう一人のヒト
- 甦る夏の日
- かもめ
- 大パルコ人 メカロックオペラ R2C2 ～サイボーグなのでバンド辞めます！～（2009年4月 - 6月）

### 映画
- 小林多喜二（1974年） - 刑事 役
- 赤貧洗うがごとき（2006年） - 岩崎佐十 役

### テレビドラマ
- 幻之介世直し帖（NTV、1981年）
- 旅よ恋よ女たちよ 日本縦断5300キロ（NHK、1985年）
- 利家とまつ〜加賀百万石物語〜（NHK、2002年） - 施薬院全宗 役